# Bœurs-en-Othe
Bœurs-en-Othe é uma comuna francesa na região administrativa de Borgonha-Franco-Condado, no departamento de Yonne. Estende-se por uma área de 21,91 km². Em 2010 a comuna tinha 349 habitantes (densidade: 15,9 hab./km²).